# 16-та повітряна армія (США)
16-та повітряна армія (англ. Sixteenth Air Force, 16 AF) — повітряна армія, основний підрозділ Повітряних сил США, що відповідає за ведення війни в інформаційному просторі, функції якої охоплюють збір і аналіз розвідувальних даних, спостереження, розвідку, кібервійну і радіоелектронну боротьбу. Штаб-квартира армії знаходиться на об'єднаній базі Сан-Антоніо-Лекленд в Техасі.
Організація була першою новоствореною нумерованою армією у складі Повітряних сил армії США після Другої світової війни. Армія була вперше сформована в 1954 році як Об'єднана військова група для забезпечення управління діяльністю ПС США, що дислокувалися на той час в Іспанії, а в 1956 році отримала назву 16-та повітряна армія. У 1957 році її перепідпорядкували Стратегічному командуванню Повітряних сил для забезпечення управління військами та базами стратегічних повітряних сил і ротацією підрозділів стратегічних бомбардувальників B-47 «Стратоджет», дислокованими на авіабазах в Іспанії та в Марокко.
У 1966 році, після виведення Стратегічного командування ПС з Європи, 16-у армію передали до складу Командування Повітряних сил США у Європі, на неї покладалися завдання управління силами та засобами військової авіації цього Командування в Іспанії, Північній Африці, а пізніше Італії та Туреччини. Ці функції виконувалися командуванням повітряної армії до 2006 року, після чого на її основі було розгорнуто Експедиційне оперативна група Повітряних сил у контексті американських зусиль у глобальній війні проти тероризму.

## Підпорядковані формування 16-ї армії
- 9-те розвідувальне крило (RQ-4 Global Hawk, RQ-180, T-38A Talon, U-2S Dragon Lady) (Бил, Каліфорнія)
- 55-те крило (OC-135B Open Skies, RC-135 Rivet Joint, TC-135W, WC-135R Constant Phoenix, RC-135 Cobra Ball, RC-135 Combat Sent, EC-130H Compass Call) (Оффут, Небраска)
- 67-ме кібернетичне крило (Об'єднана військова база Сан-Антоніо, Техас)
- 70-те крило розвідки, спостереження та рекогносцировки (Форт Джордж Мід, Меріленд)
- 319-те розвідувальне крило (RQ-4 Global Hawk) (Гранд Форкс, Північна Дакота)
- 363-тє крило розвідки, спостереження та рекогносцировки (Об'єднана військова база Ленглі-Юстіс, Вірджинія)
- 480-те крило розвідки, спостереження та рекогносцировки (Об'єднана військова база Ленглі-Юстіс, Вірджинія)
- 557-ме метеорологічне крило (Оффут, Небраска)
- 688-ме кібернетичне крило (Об'єднана військова база Сан-Антоніо, Техас)